# Li Shangyin
Li Shangyin (c. 813 – 858), nombre de cortesía Yishan, fue un poeta y político chino de finales de la dinastía Tang, nacido en Henei (ahora Qinyang, Henan). Fue "redescubierto" en el siglo XX por jóvenes escritores chinos. Se destaca por la calidad imaginista de sus poemas, así como por sus poemas "sin título" (無題).

## Biografía
La carrera de Li Shangyin fue dura y nunca obtuvo una posición alta, ya sea por disputas entre facciones o por su asociación con Liu Fen (劉蕡), un destacado oponente de los eunucos.

## Antecedentes históricos
Li Shangyin vivió en una época en que la dinastía Tang, después de unos doscientos años de glorioso reinado, estaba decayendo rápidamente.
Cultural, política y económicamente, la dinastía Tang fue uno de los grandes períodos de la historia china. La capital cosmopolita de Chang'an estaba llena de comerciantes del Medio Oriente y otras partes de Asia. Asimismo muchos estados vasallos asiáticos enviaron enviados para rendir tributo. El imperio cubría un vasto territorio, el más grande hasta entonces en la historia de China. La nación, bajo el reinado de los emperadores Gaozuyi, a través de Taizong, la emperatriz Wu y hasta la época del emperador Xuanzong, creció constantemente hasta la cima de su prosperidad.
Sin embargo, después de la rebelión de An Lushan, la estructura política y económica del país comenzó a desintegrarse. A los generales rebeldes que luchaban contra la corte Tang durante y después de la rebelión de An Lushan se les permitió rendirse y se les asignaron puestos de gobernador militar incluso después de que los líderes de la rebelión fueran derrotados. La paz y la estabilidad en toda la zona de Hebei fueron compradas en gran medida por un acuerdo de compromiso. Estos gobernadores provinciales solo respetaban formalmente al gobierno central. La corte, ahora débil e impotente, toleró su creciente independencia, recelosa también de la agresión de los tibetanos del noroeste que representaban una amenaza constante para la capital.
Durante los años siguientes, los gobernadores militares desafiaron repetidamente la autoridad imperial con intentos de reclamar la sucesión hereditaria, lo que resultó en revueltas y derramamiento de sangre. Aparte de esta pérdida de control sobre los líderes militares provinciales y otros problemas en las fronteras, la corte Tang estaba debilitada internamente por los eunucos cada vez más poderosos y la feroz lucha entre las facciones Niu-Li.

### Ascenso de los eunucos
Los eunucos ganaron influencia política por primera vez como grupo cuando Gao Lishi ayudó al emperador Xuanzong en su ascenso al poder. Más tarde, Li Fuguo también ayudó a poner a Su-zong en su trono. Al obtener el patrocinio real, los eunucos controlaron gradualmente el acceso personal a los emperadores y participaron en los asuntos del gobierno central. También se involucraron con nombramientos provinciales, a veces, incluso interviniendo con las fuerzas armadas en disputas sobre las sucesiones imperiales. En la época de Li Shangyin, los emperadores habían permitido que los eunucos se atrincheraran por completo tanto militar como políticamente. Después de Xianzong, todos los emperadores Tang (excepto Jingzong) fueron puestos en el trono por los eunucos.

### Incidente de Sweet Dew
En 835, el infame "Incidente de Sweet Dew" ocurrió durante el reinado del emperador Wenzong. Un golpe de palacio diseñado por Li Xun (el primer ministro) y Zheng Zhu (el gobernador militar de Feng Xiang) en apoyo del esfuerzo de Wenzong para derrocar a los eunucos fracasó. Los eunucos, liderados por Qiu Shiliang, masacraron a los clanes de muchos altos funcionarios y ministros principales. Muchas otras personas inocentes murieron en relación con este evento. Los eunucos cuyo poder se había ido descontrolando ahora ya dominaban por completo al Emperador y los asuntos de Estado.

### Lucha entre facciones de Niu y Li
La lucha entre las facciones de Niu y Li fue otra fuerza interna destructiva que acechaba a la corte Tang. Las facciones de Niu y Li no eran partidos políticos organizados, sino dos grupos de políticos rivales, hostiles entre sí como resultado de alguna animosidad personal. La jefatura de la facción Niu estuvo representada por Niu Sengru y Li Zongmin y la facción Li por Li Deyu. En la década de 830, las dos facciones contendientes crearon mucha confusión en la corte durante los reinados de Muzong, Jingzong, Wenzong, Wuzong y Xuanzong, un período que coincidió casi exactamente con la vida de Li Shangyin. Según Chen Yinke, la lucha también se debió a una diferencia en el trasfondo social entre los dos grupos, uno que representa a la clase dominante tradicional del norte de China y el otro, la clase recién ascendida de funcionarios letrados que alcanzaron sus posiciones a través de los exámenes de acceso al servicio imperial. En cualquier caso, muchos intelectuales y altos funcionarios se involucraron en esta lucha. Siempre que los miembros de una facción estuvieran en el poder, las personas asociadas con la otra facción serían degradadas o desfavorecidas. La lucha entre facciones impidió que los funcionarios de la corte se unieran contra el creciente poder de los eunucos.

### Decadencia de los eunucos
Los emperadores, completamente indefensos, intentaron jugar a oponer una fuerza contra otra. Unos cincuenta años después de la muerte de Li Shangyin, los eunucos fueron finalmente erradicados con la ayuda de los gobernadores militares, lo que precipitó la caída de la dinastía Tang. Los cuarenta y cinco años de la vida de Li-Shangyin cubrieron el reinado de seis emperadores. Entre ellos, Xianzong y Jingzong fueron asesinados por los eunucos. Muzong, Wuzong y Xuanzong se entregaron a prácticas escapistas, muriendo, en el caso de Wuzong, de una sobredosis de un elixir.

## Obras
Li fue un típico poeta tardío de Tang: sus obras son sensuales, densas y alusivas. Esta última cualidad hace que la traducción adecuada sea extremadamente difícil. Las implicaciones políticas, biográficas o filosóficas que se supone están contenidas en algunos de sus poemas han sido objeto de debate durante muchos siglos en China.
Su poema más famoso y críptico se llama "Jin Se" (錦瑟) (el título sólo se toma de los dos primeros caracteres del poema, ya que el poema es uno de los poemas "sin título" de Li), que consta de 56 caracteres y una serie de imágenes. Algunos críticos modernos consideran sus poemas "sin título" como "poesía pura".
Aunque más famoso por sus poemas sensuales, Li escribió en muchos estilos, a veces satíricos, humorísticos o sentimentales. Además, algunos críticos antiguos sostienen que él es el único poeta que, en algunos de sus poemas, logra imitar la calidad de las obras de Du Fu.

## Influencia
En 1968, Roger Waters de la banda de rock Pink Floyd tomó prestadas líneas de su poesía para crear la letra de la canción "Set the Controls for the Heart of the Sun" del segundo álbum de la banda A Saucerful of Secrets .
Parte de un poema de Li Shangyin es recitado por un personaje menor de la morgue en el videojuego de rol Planescape: Torment.
Más recientemente, el poema de Li Shangyin, "¿Cuándo volveré a casa?" es citado por Hig, el protagonista de la novela de 2012 de Peter Heller, The Dog Stars. La novela termina con una reimpresión del poema completo.
Se menciona su nombre y su poema se cita en el episodio 119 de la serie de televisión coreana Gu-am Heo Jun.